# ترويح الهواء الطلق

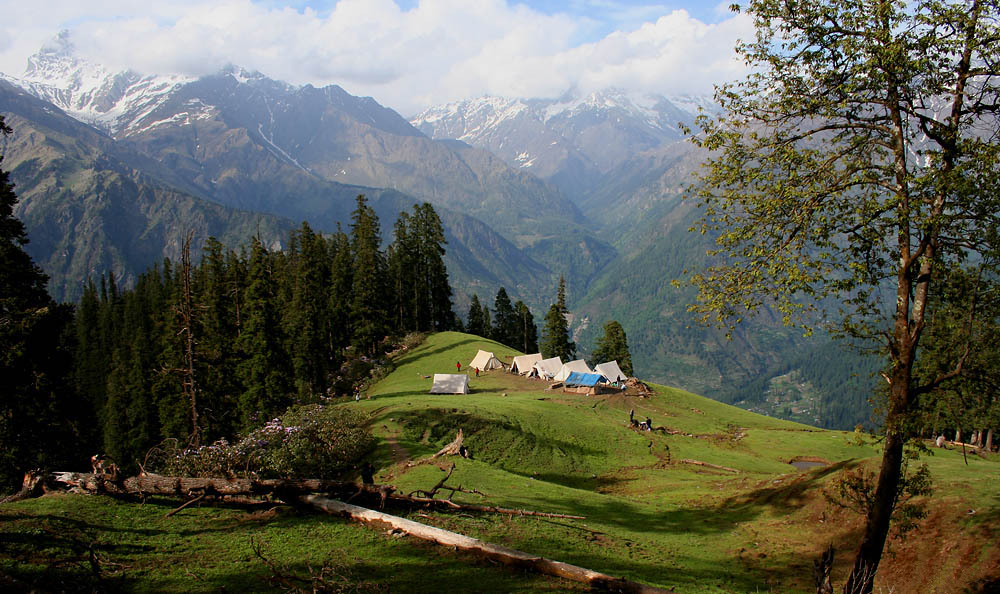
التخييم في منطقة كولو في هيماجل في الهند

ترويح الهواء الطلق أو الاستجمام أو الترفيه فيه، تعني ترفيهًا يجري في الخارج، والأكثر شيوعًا في البيئات الطبيعية. تختلف الأنشطة التي تشمل الترفيه في الهواء الطلق اعتمادًا على البيئة المادية التي يجري فيها. يمكن أن تشمل هذه الأنشطة صيد الأسماك والصيد وحمل حقائب الظهر والمشي وركوب الخيل — ويمكن إكمالها فرديًا أو في جماعة. الترويح في الهواء الطلق هو مفهوم واسع يشمل مجموعة متنوعة من الأنشطة ويحدث ضمن أماكن طبيعية مختلفة.